# Campionato Tocantinense
Il Campionato Tocantinense è il campionato di calcio dello stato di Tocantins, in Brasile. È organizzato dal 1993 dalla Federação Tocantinense de Futebol (FTF).

## Stagione 2025
- Araguaína (Araguaína)
- Batalhão (Palmas)
- Bela Vista (Cachoeirinha)
- Capital-TO (Palmas)
- Gurupi (Gurupi)
- Tocantins de Miracema (Miracema do Tocantins)
- Tocantinópolis (Tocantinópolis)
- União-TO (Araguaína)

## Albo d'oro
| Anno | Vincitrice          | Finalista             |
| ---- | ------------------- | --------------------- |
| 1989 | Kaburé              |                       |
| 1990 | Tocantinópolis      | Alvorada              |
| 1991 | Kaburé              |                       |
| 1992 | Intercap            | União Araguainense    |
| 1993 | Tocantinópolis      | Gurupi                |
| 1994 | União Araguainense  | Tocantins de Palmas   |
| 1995 | Intercap            | Gurupi                |
| 1996 | Gurupi              | Kaburé                |
| 1997 | Gurupi              | Interporto            |
| 1998 | Alvorada            | Palmas                |
| 1999 | Interporto          | Tocantinópolis        |
| 2000 | Palmas              | Interporto            |
| 2001 | Palmas              | Tocantinópolis        |
| 2002 | Tocantinópolis      | Palmas                |
| 2003 | Palmas              | Gurupi                |
| 2004 | Palmas              | Araguaína             |
| 2005 | Colinas             | Araguaína             |
| 2006 | Araguaína           | Tocantinópolis        |
| 2007 | Palmas              | Araguaína             |
| 2008 | Tocantins de Palmas | Gurupi                |
| 2009 | Araguaína           | Palmas                |
| 2010 | Gurupi              | Araguaína             |
| 2011 | Gurupi              | Interporto            |
| 2012 | Gurupi              | Tocantinópolis        |
| 2013 | Interporto          | Gurupi                |
| 2014 | Interporto          | Tocantinópolis        |
| 2015 | Tocantinópolis      | Interporto            |
| 2016 | Gurupi              | Tocantins de Miracema |
| 2017 | Interporto          | Sparta                |
| 2018 | Palmas              | Gurupi                |
| 2019 | Palmas              | Tocantinópolis        |
| 2020 | Palmas              | Tocantinópolis        |
| 2021 | Tocantinópolis      | Araguacema            |
| 2022 | Tocantinópolis      | Interporto            |
| 2023 | Tocantinópolis      | Capital-TO            |
| 2024 | União-TO            | Tocantinópolis        |
| 2025 | União-TO            | Araguaína             |